# Carne (film 1968)
Carne è un film argentino del 1968 diretto da Armando Bó.

## Trama
Delicia, bellissima e sensuale ragazza che lavora in un impianto di confezionamento della carne, ha una relazione sentimentale con il collega Antonio.
Da qualche tempo, tuttavia, riceve le attenzioni indesiderate del volgare e rozzo Humberto. Quest'ultimo stupra brutalmente la ragazza per ben due volte, la prima durante il tragitto verso il posto di lavoro e la seconda all'interno di una cella frigorifera in cui viene conservata la carne. Non soddisfatto, alcuni giorni dopo, Humberto rapisce la ragazza e la rinchiude in un camion per il trasporto della carne, dove Delicia viene ripetutamente violentata da un gruppo di uomini.

## Produzione
Il film, scritto e diretto dal cineasta Armando Bó, vide come protagonista l'attrice Isabel Sarli, icona sexy del cinema argentino nonché compagna del regista.
La sceneggiatura prevedeva alcune scene di sesso esplicito con l'attore Víctor Bó, che interpretava il suo fidanzato; Víctor era il figlio del regista e, dunque, figliastro di Isabel Sarli. In svariate interviste, l'attore raccontò la difficoltà e l'imbarazzo durante le riprese di tali scene erotiche: "è stato un rapporto molto particolare, perché quando avevamo le scene d'amore ridevamo entrambi perché eravamo così nervosi".
Le pellicola appartiene al filone dei film d'exploitation.
Per tutta la durata del film, il corpo femminile della protagonista è paragonato ad un pezzo di carne, con costanti sovrapposizioni di immagini raffiguranti tagli di carne e il corpo nudo di Isabel Sarli.

## Accoglienza

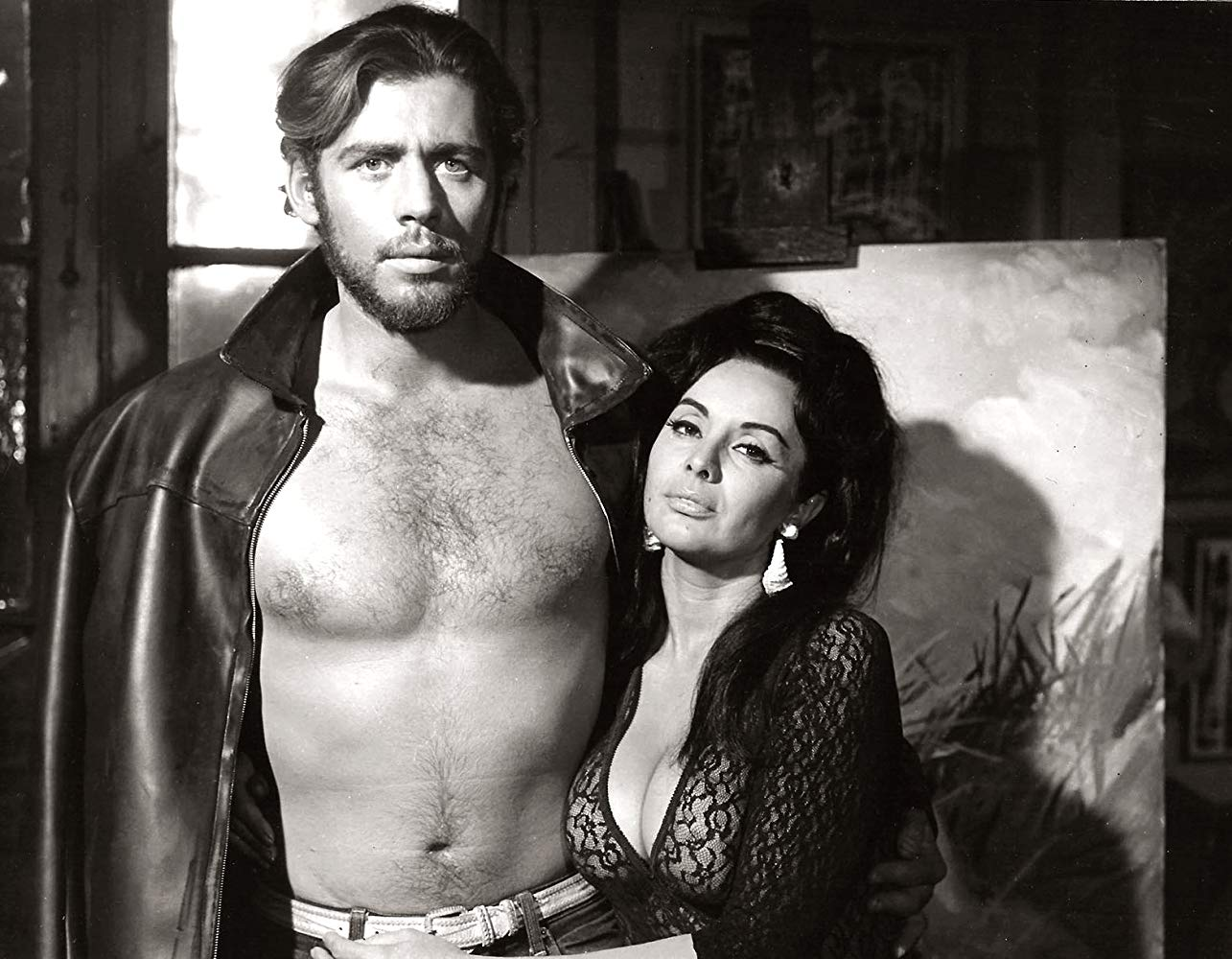
Víctor Bó e Isabel Sarli durante le riprese

Carne debuttò nelle sale cinematografiche argentine il 24 ottobre 1968. Secondo quanto riferito, il giorno della prima oltre duemila spettatori si misero in fila per vedere il film. Nelle principali sale di Buenos Aires, Hindú e Callao, utilizzate per le statistiche, l'affluenza fu di 2.633 persone, rendendolo il film più visto tra quelli presentati in anteprima quel giorno.
I critici Raúl Manrupe e María Alejandra Portela descrissero il film come "Pietra miliare nell'opera di Bó con la frase più famosa che è uscita dai suoi personaggi: "Carne su carne" (nella scena dello stupro della protagonista sul manzo). Con filmati in bianco e nero senza alcuna spiegazione, il rosso come colore dominante e il camp portato all'estremo".
L'autrice Tamara Drajner Barredo ritenne che "questa identificazione del corpo femminile con la carne ha come correlato un'identificazione del desiderio sessuale con un desiderio carnale animalizzato e irrazionale", reso ancor più esplicito nel dialogo finale tra Antonio e Delicia, in cui l'uomo sostiene che la fidanzata sia stata violentata "per soddisfare l'istinto animale che tutti ci portiamo dentro. Ma senza anima, senza amore".
Armando Bó rivendicò spesso che i suoi film trattavano questioni sociali, evidenti nei primi film come El trueno entre las hojas del 1958, ma gli osservatori notarono che nel corso degli anni la critica sociale e il realismo dei suoi primi film lasciarono il posto al melodramma tradizionale e al picaresco, con la costante presenza di scene erotiche. Nonostante ciò, in un'intervista del 1974 per la rivista 7 días, il regista affermò che le sue opere "trattano di questioni sociali, ma dal momento che vi recita Isabel, il sesso ha implicazioni nell'argomento".

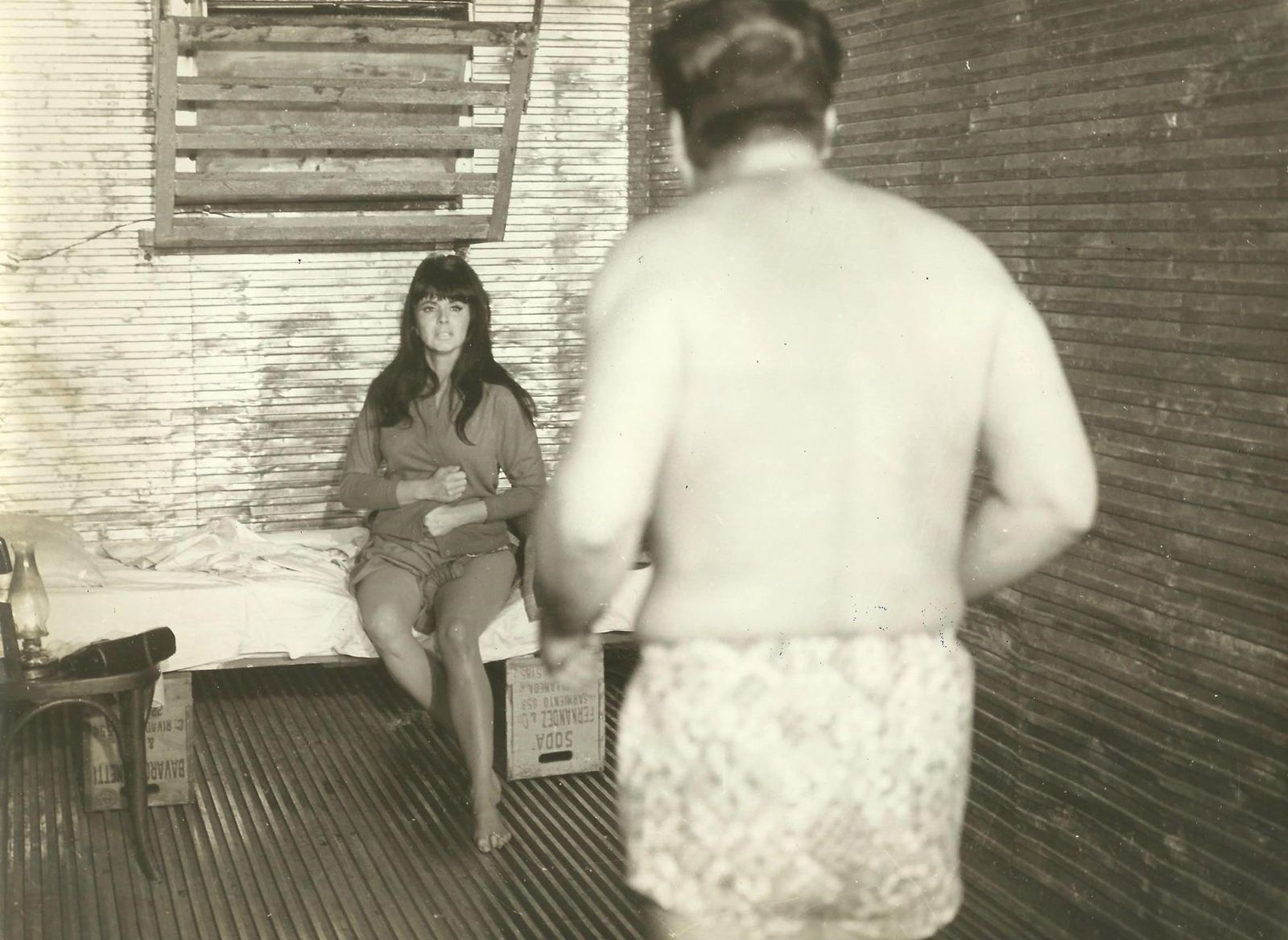
Una scena del film

Il principale tema sociale rappresentato nel film è quello della violenza sessuale e, per tale motivo, alcuni critici sostennero che la pellicola fosse volta a porre l'attenzione sulla questione della violenza contro le donne. In merito, il regista dichiarò: "Quello che c'era dentro quel camion non era una persona. Era carne, nient'altro che carne. Perché se quei ragazzi avessero visto l'anima, la sofferenza di quella donna, non l'avrebbero fatto. Ho cercato di fare un parametro, tra la carne che consumiamo tutti i giorni e la carne come oggetto sessuale".
La recensione pubblicata dal quotidiano La Razón il giorno seguente all'uscita del film affermava "All'interno di questa cornice di base sono evidenti alcune scoperte di autentica cattura della realtà, ed è un peccato che siano andate perdute perché il film era destinato ad altri scopi".
In occasione della riedizione del film nel 1979, il quotidiano La Opinión scrisse: Isabel Sarli interpreta Delicia, una ragazza voluttuosa perseguitata sessualmente da Humberto, alias "El Macho" (Romualdo Quiroga), un operaio di confezionamento della carne che riesce finalmente a violentare Delicia sdraiata su una mezza carcassa gettata sul pavimento di una cella frigorifera. L'eroina deve poi subire un rapimento pianificato da "El Macho" che la porta (...) in una strada desolata per, dopo il pagamento, farla passare per le mani (vale a dire) di sei amici ansiosi (...) Il bravo ragazzo del quartiere, che Delicia ama teneramente, è Antonio (Víctor Bó)".
L'altro tema presente nel film e contrapposto a quello della violenza è quello dell'amore; a conclusione della pellicola si trova la frase: "Il vero amore puro, senza concessioni, e la bontà di Dio trionferanno sulla violenza e sull'ondata di terrore che invade il mondo". Pertanto, se da un lato Bó si occupa di denunciare la violenza drammatica a cui è sottoposta una donna lavoratrice, dall'altro cerca di esaltare i valori del progresso e dell'amore.

## Impatto culturale
Carne viene considerato uno dei film più emblematici di Bó e Sarli. L'edizione spagnola di Vanity Fair lo definì nel 2017 "il loro capolavoro". Anche a distanza di molti anni dall'uscita, il film venne rivalutato come un classico, assurgendo a cult nell'iconografia pop.

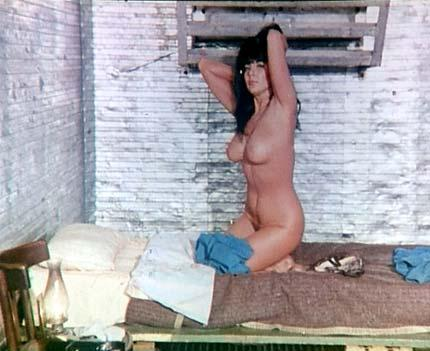
La scena della violenza sul camion

Nel 2015, Télam inserì Carne al quarto posto nella sua lista dei "20 film classici del cinema erotico", citandolo come "la rappresentazione totale del cinema di Bó". L'agenzia di stampa descrisse inoltre l'impatto del film nella cultura popolare argentina, affermando: "Qualcosa di molto sorprendente accade con questo film: è presente nella nostra memoria senza necessariamente averlo visto, una sintesi totale della popolarità della signora del cinema erotico nazionale. Un paio di frasi sono rimaste nella storia". A tale proposito, una delle principali citazioni associate al film è "Canalla ¿qué pretende usted de mí?" (in italiano: "Mascalzone, cosa vuoi da me?"), comunemente attribuito al personaggio di Delicia prima di essere violentata. Tuttavia, nonostante la frase sia parte della cultura popolare, in realtà non è mai stata pronunciata tra le battute del film, pertanto si tratta a tutti gli effetti di un mito popolare.
La rock band argentina Bersuit Vergarabat rigirò una scena del film nel video musicale del 2004 per La argentinidad al palo. Volendo includere nel videoclip la famosa citazione mai esistita ma ormai radicata nell'immaginario collettivo, contattarono Isabel Sarli chiedendole di inciderla una volta per tutte ed ottennero il consenso dell'attrice.
Un altro momento memorabile del film è quello in cui Isabel Sarli viene violentata su un grosso pezzo di manzo all'interno di una cella frigorifera, mentre lo stupratore Humberto grida "Carne sobre carne" (in italiano: "Carne su carne"). La scena rappresenta un punto focale della pellicola e viene spesso ricordata nella cinefilia argentina. La citazione è considerata "la frase più famosa che sia uscita dai personaggi [di Bó]".
Nel 2007 venne girato il documentario Carne sobre carne, diretto dal critico Diego Curubeto e ispirato alla nota citazione.
Il regista statunitense John Waters dichiarò di essere un grande ammiratore di Carne e citò le opere di Armando Bó e Isabel Sarli come ispirazione personale. Nel 2012, Waters dichiarò a Mariano Kairuz di Página/12 che "Armando Bo e Isabel Sarli sono come Josef von Sternberg e Marlene Dietrich" e affermò: "Adoro anche quest'altro film, credo si chiami Carne, in cui Isabel va al lavoro in un impianto di confezionamento della carne ogni giorno seguendo i binari del treno con i tacchi alti e con l'aspetto completo di una prostituta".